# Allianz Direct Versicherung
Die Allianz Direct Versicherungs-AG mit Sitz in München ist als Tochtergesellschaft der Allianz SE ein deutscher PKW-Direkt- und Rechtsschutzversicherer sowie Versicherungsvermittler.

## Geschichte

Logo von September 2009 bis September 2019

Am 8. Juli 1999 gründete die Vereinte Versicherung die Vereinte Spezial Versicherung AG. Darüber startete am 16. September 2005 die Allianz in Deutschland unter der Marke Allianz24 ihr Pkw-Direktversicherungsgeschäft. Nach internem Widerstand der Allianz-Vertreter wurde diese Marke zum 17. September 2009 durch die neue Direktmarke Allsecur (Eigenschreibweise AllSecur) ersetzt. Hinter dem Allianz-Kurs steckte die Sorge, die mehr als 10.000 Vertreter in Deutschland zu vergrätzen. Sie protestierten vehement gegen den Ausbau des Internetvertriebs und setzten sich durch. Große Teile des Bestandes, insbesondere das Mitarbeitergeschäft mit kooperierenden Unternehmen bis April 2010, wurden rückwirkend zum 1. Januar 2010 im Wege der Bestandsübertragung auf die Allianz Versicherungs-AG übertragen. Dadurch sanken die Bruttobeitragseinnahmen (Umsatz) von 135,5 Mio. Euro im Jahr 2009 sprunghaft auf nur noch 52,2 Mio. Euro im Jahr 2010.
Zum 9. November 2010 wurde die Vereinte Spezial Versicherung AG schließlich in Allsecur Deutschland AG umfirmiert.
Zum 1. Oktober 2019 wurde auf Allianz Direct Versicherungs-AG unter Einführung der neuen Direktversicherungsmarke umfirmiert.

## Versicherungsprodukte
Allianz Direct betreibt seit dem Jahr 2010 nur noch das Internetdirektgeschäft. Für privat genutzte Personenkraftwagen werden seit Ende 2005 Haftpflicht- und Kaskoversicherungen, Schutzbrief, Insassenunfallversicherung sowie Rechtsschutz angeboten. Vermittelt werden seit Anfang 2012 Zahn-Krankenzusatzversicherungen der Allianz Private Krankenversicherungs-AG und seit Mitte 2012 eine Risikolebensversicherung der Deutsche Lebensversicherungs-AG. Seit Oktober 2015 bietet die AllSecur zudem Privathaftpflichtversicherungen und Hausratversicherungen im Direktvertrieb an.